# Megachile brevis
Megachile brevis är en biart som beskrevs av Thomas Say 1837. Megachile brevis ingår i släktet tapetserarbin, och familjen buksamlarbin. Inga underarter finns listade i Catalogue of Life.